# Lee e Lyn Wilde
Lee Wilde, all'anagrafe Marion Lee Wilde (East St. Louis, 10 ottobre 1922 – 8 settembre 2015), e 
Lyn Wilde, all'anagrafe Mary Lee Wilde (East St. Louis, 11 ottobre 1922 – Michigan City, 11 settembre 2016), erano una coppia di gemelle: cantanti e attrici, negli anni quaranta girarono alcuni film musicali sotto il nome di The Wilde Twins e altri come Lyn e Lee Wilde.

## Biografia
Lee e Lyn Wilde sono nate a St. Louis, nell'Illinois: Lee è nata qualche ora prima della sorella, il 10 ottobre 1922, mentre Lyn è nata la mattina dell'11.
Insieme ai fratelli, iniziarono a cantare in chiesa. Poi, da ragazze, si esibivano alle radio locali dell'Illinois e del Kentucky cantando inni. Nel 1940, entrarono a far parte di un'orchestra e, nel 1942, fecero il loro debutto cinematografico, vocalist per la Charlie Barnet Band, incidendo una canzone per il film Juke Box Jenny.

## Filmografia
- Jingle Belles, regia di Reginald Le Borg (1941)
- Juke Box Jenny, regia di Harold Young (1942)
- Reveille with Beverly, regia di Charles Barton (1943)
- Presenting Lily Mars, regia di Norman Taurog (1943)
- Due ragazze e un marinaio (Two Girls and a Sailor), regia di Richard Thorpe (1944)
- Andy Hardy's Blonde Trouble, regia di George B. Seitz (1944)
- Baciami e lo saprai! (Twice Blessed), regia di Harry Beaumont (1945)
- Nuvole passeggere (Till the Clouds Roll By), regia di Richard Whorf (1946)
- Campus Honeymoon, regia di Richard Sale (1948)
- Sheriff of Wichita, regia di R.G. Springsteen (1949)
- Tucson, regia di William F. Claxton (1949)
- La vita a passo di danza (Look for the Silver Lining), regia di David Butler (1949)
- Show Boat, regia di George Sidney (1951)